# كأس أوروبا 1971–72
كأس أوروبا 1971-72 فاز فريق أياكس أمستردام بهذه البطولة بعد أن تغلب على فريق إنتر ميلان بنتيجة 2-0. أقيمت المبارة النهائية بين الفريقين في مدينة روتردام بتاريخ 31 مايو من عام 1972.

## نصف النهائي
| الفريق الأول   | إجم.          | الفريق الثاني | مباراة الذهاب | مباراة الإياب |
| -------------- | ------------- | ------------- | ------------- | ------------- |
| أياكس أمستردام | 1–1778        | بنفيكا        | 1–0           | 0–0           |
| إنتر ميلان     | 0–0 (ر.ت 5–4) | سلتيك         | 0–0           | 0–0           |

## النهائي
| أياكس أمستردام | 2–0 | إنتر ميلان |
| -------------- | --- | ---------- |
| كرويف 47'، 78' |     |            |

## الهدافون
| اللاعب          | الفريق          | الأهداف |
| --------------- | --------------- | ------- |
| يوهان كرويف     | أياكس           | 5       |
| أنتال دوناي     | أويبست          | 5       |
| لوي ماكاري      | سلتيك           | 5       |
| سيلفستر تاكاك   | ستاندارد لييج   | 5       |
| Ronnie Cocks    | سلايما واندريرز | 4       |
| ويم فان هانيغيم | فاينورد         | 4       |
| رينوس إسرائيل   | فاينورد         | 4       |
| أرتور جورج      | بنفيكا          | 4       |
| راي كينيدي      | أرسنال          | 4       |
| كورت مولر       | غراسهوبر زيوريخ | 4       |
| ليكس سكوينماكر  | فاينورد         | 4       |